# 27396 Shuji
27396 Shuji este un asteroid din centura principală de asteroizi.

## Descriere
27396 Shuji este un asteroid din centura principală de asteroizi. A fost descoperit pe 13 martie 2000 la Kuma Kogen de Akimasa Nakamura. El prezintă o orbită caracterizată de o semiaxă mare de 3,20 ua, o excentricitate de 0,08 și o înclinație de 22,8° în raport cu ecliptica.